# Филострат Старший
Флавий Филострат II (др.-греч. Φλάβιος Φιλόστρατος, также — Филострат Афинский; 170—247) — античный писатель
, представитель второй софистики.
Учился и долго жил в Афинах (некоторые позднейшие авторы называют его «Афинским»), но впоследствии был включен в кружок приближенных императрицы Юлии Домны, стал её придворным ритором и переселился в Рим, где ему было дано поручение написать исчерпывающий труд об Аполлонии. Он посвятил ему много лет и закончил его, вероятно, уже после трагической смерти императрицы в 217 году.
Из его произведений до нас дошли:
- «Жизнь Аполлония Тианского»,
- «Жизнеописания софистов»,
- «О гимнастике»
- «Героика»
- «Картины»
- «Письма» (авторство сомнительно)

## «Жизнь Аполлония Тианского»
Религиозно-философский роман «Жизнь Аполлония Тианского» в 8 книгах написан по поручению жены императора Септимия Севера Юлии Домны с целью доказать, что знаменитый чудотворец язычества, неопифагореец Аполлоний, живший в I веке н. э., был не магом и волшебником, а выдающимся подвижником, проповедником, одаренным свыше провидцем, чудотворцем и истинным мудрецом.
Идеализация Аполлония сделала из него живой образ, которым язычество воспользовалось в борьбе с христианством: так, в конце III века вифинский наместник Гиерокл в своем сочинении «Филалет» противопоставил Аполлония Христу, возвышая первого над вторым и упрекая христиан в легкомыслии за то, что они признали богом Иисуса, совершившего немногие чудеса, тогда как язычника Аполлония, сделавшего несравненно более, признают не богом, а только богоугодным мужем.

## Жизнеописания софистов
В сочинении «Жизнеописания софистов» в 2 книгах Филострат дает очерк развития софистики с V века до н. э. до своего времени. В первой книге он характеризует прежде всего софистов, если не по названию, то по духу — Евдокса Книдского, Леонта Византийского, Карнеада, Диона Прузского, Аполлония, Евфрата, Фаворина; затем он переходит к обзору собственно древней софистики в лице её главных представителей — Горгия, Протагора, Гиппия, Продика, Пола, Фрасимаха, Антифонта, Крития и Исократа — и, наконец, выводит ряд представителей второй софистики — Эсхина, Никета, Исея, Скопелиана, Дионисия Милетского, Лоллиана, Марка Византийского, Поламона, Секунда, за которыми во второй книге следует Герод Аттик с многочисленными современными Филострату софистами.
Не отличаясь ни систематичностью изложения, ни стремлением дать какую-либо историческую перспективу, сочинение это представляет собой хаотическую массу материала о софистах, который нельзя назвать ни биографическим, ни критическим. Это скорее ряд портретов, которые Филострат набрасывал, пользуясь сборниками писем, преданиями школы, речами и личными воспоминаниями; в этом смысле материал «Биографий» представляется весьма ценным, хотя портреты софистов расплывчаты, характеристики страдают гиперболичностью, стиль отличается напыщенностью и в общем произведение представляется поверхностным и малосодержательным.

## Тексты и переводы
- Немецкий перевод сочинений (1828). 1063 p.
- В серии «Loeb classical library»:
  - Том I. № 16. Жизнь Аполлония, книги 1-4.
  - Vol. II (1912) Жизнь Аполлония. Письма. Ответ Евсевия Гиероклу.
  - Том III. № 458. Письма Аполлония. Древние свидетельства. Ответ Евсевия Гиероклу.
  - Том IV. № 134. Жизни софистов. Евнапий. Жизни философов и софистов. 1921.
- Памятники поздней античной поэзии и прозы II—V в. — М., 1964. — С. 233—250.
- Флавий Филострат. Жизнь Аполлония Тианского. / Пер., ст. и комм. Е. Г. Рабинович. Отв. ред. М. Л. Гаспаров. (Серия «Литературные памятники»). М.: Наука, 1985. 328 стр.
- Филострат Жизнеописания софистов (отрывки). / Пер. А. Егунова. // Поздняя греческая проза. / Сост. С. Поляковой. М.: ГИХЛ. 1961. С. 503—509.
- Филострат II. Жизнеописания софистов (отрывки). / Пер. Т. А. Миллер. // Памятники поздней античной научно-художественной литературы. / Отв. ред. М. Л. Гаспаров. М.: Наука. 1964. С. 168—177.
- Филострат (Старший и Младший). Картины. Каллистрат. Статуи. / Пер. С. П. Кондратьева. М.-Л.: Изогиз. 1936. 192 стр. 5000 экз. С. 21-103. Филострат Старший. С. 103—133. Филострат Младший.
  - переизд.: Томск, 1996. Рязань, 2009.
- В серии «Loeb classical library» под № 256 опубликованы «Картины» Филостратов Старшего и Младшего и «Статуи» Каллистрата (см. английский перевод онлайн (1931)
- Филострат. Письма. / Пер. А. Егунова. // Поздняя греческая проза. / Сост. С. Поляковой. М.: ГИХЛ. 1961. С. 509—513.
- Филострат. Письма. / Пер. М. Е. Грабарь-Пассек и Т. А. Миллер. // Памятники позднего античного ораторского и эпистолярного искусства. / Отв. ред. М. Е. Грабарь-Пассек. М.: Наука. 1964. С. 144—152.
- J. Maclean and E. Aitken, Flavius Philostratus: Heroikos, Atlanta, 2001
- Трактат «О гимнастике» (греческий текст с французским переводом, 1858)
- О гимнастике (1—24). — Пер. с древнегреч. Е. П. Орехановой, комментарий Т. Б. Гвоздевой, Е. П. Орехановой. В кн.: Олимпийские игры в политике, повседневной жизни и культуре (от античности до современности) : научно-популярное издание / Отв. ред. В.О. Никишин. — СПб.: Алетейя, 2021. — 467 с. — ISBN 978-5-00165-274-8. — doi:10.23681/619697.
- Филострат. О гимнастике. Пер. И. П. Рушкина. Aristeas XXVI М. 2022. 63-105.